# Šar planina
Šar planina (makedonsko in srbsko Шар Планина, albansko Malet e Sharrit) tvori gorsko verigo na Balkanu, ki se razteza od Kosova in severozahoda Severne Makedonije do severovzhodne Albanije. Gora se pogovorno imenuje Šara (cirilica: Шара). Odsek na Kosovu je narodni park.

## Etimologija
V antiki so bile gore znane kot Scardus, Scodrus ali Scordus (το Σκάρδον ὂρος pri  Polibiju in Ptolemaju). V začetku 16. stoletja je bilo zabeleženo, da se je gora imenovala Catena Mundi (v latinščini 'svetovna veriga').
Včasih se območje imenuje Carska planina (cirilica Царска Планина), kot referenca na prestolnici (Prizren in Skopje), dvora (Nerodimlje, Pauni, Svrčin itd.) in samostane (Samostan Svetih nadangelov, Prizren) srbskega cesarstva, ki se nahaja v regiji.
V srednjeveškem obdobju so Srbi goro imenovali Mlečni (cirilica Млечани), zaradi velike proizvodnje mleka na gori in velikih čred goveda, koz in ovac. V zlati buli, ki jo je izdal cesar Štefan Dušan 20. septembra 1349, pravi: »Prav tako zapuščam vsa svoja posestva in območja okoli Mlečne gore, posestva Durlev in vse metohione ter vse bogastvo in zaklad te regije«. Bula se hrani v dubrovniškem arhivu.

## Meje masiva
Meje pogorja segajo od mesta Prizren, ki sledi rekama Prizrenska Bistrica in Lepenec. Na vzhodu gre mimo mesta Kačanik skozi Kačaniško sotesko in skozi dolino Polog v Severno Makedonijo. Meja poteka blizu izvira Vardarja, imenovanega Vrutok, in vstopi v bližino doline Mavrovo. Tam reka Radika ločuje gorski masiv od višje gore Korab. Po tem meja doseže točko stičišča treh državnih meja: Kosova, Severne Makedonije in Albanije. Meja zdaj sledi cesti do majhnega, gorskega mesta Restelica, rek Globočice, Plave in Belega Drina ter končno doseže mesto Prizren.

## Geografija
Za Šar planino je značilen obsežen greben, katerega dolžina glede na vodoravno projekcijo je 80 do 85 km, širina pa od 10 do 20 kilometrov. Obsega skupno 1600 km², 56,25 % tega območja je v Severni Makedoniji, 43,12 % na Kosovu in 0,63 % v Albaniji. Gora se orografsko razteza v dve smeri, del grebena od vrha Ljubotena do vrha Karanikola se razteza v smeri severovzhod – jugozahod, medtem ko gre drugi del, od Karanikole do zgornjega toka Radike in Vrutoka, v smeri sever-jug. Ta drugi del masiva, ki leži v Severni Makedoniji, je veliko bolj razčlenjen, tako njegovi posamezni deli ustvarjajo vtis ločenih celic - kot osrednji del z najvišjim Titovim vrhom, zato nosijo krajevna imena: Brodska planina, Rudoka, Vraca, Planina Radika itd. Na jugozahodu je Šar planina povezana s planino Korab (2764 m) in na tem delu greben prehaja v Albanijo.
Gorski masiv je nastal v terciarnem obdobju, z alpidsko orogenezo in pleistocensko poledenitvijo. Pod samim grebenom ležijo številne krnice, v katerih se nahajajo  čudovita ledeniška jezera, imenovana Gorska očesa, pod krnicami se začnejo globoko zarezane ledeniške U doline, ki so najpogostejši viri številnih rek. Najvišji vrhovi Šar planine so večino leta prekriti s snegom in ledom, zato ima gora 39 jezer, 100 večjih izvirov in 25 večjih rek. 
Največja jezera so; Bogovinsko, Crno, Belo, Golem Gjol, Mal Gjol, Krivošinsko, Golemo Dedelbeško, Malo Dedelbeško, Gorno Dobroško in Dolno Dobroško.
Nekateri najvišji vrhovi so:
- Titov Vrv (2747 m)
- Mal Turčin (2707 m)
- Bakardan (2704 m)
- Borislavec (2675 m)
- Great Rudoka (2658 m)
- Bistra – vzhodni vrh (Peskovi) (2651 m)
- Bistra – zahodni vrh (2641 m)
- Mala Rudoka (2629 m)
- Džini Beg (2610 m)
- Jezerski vrh(2604 m)

Obstaja 30 vrhov, višjih od 2500 m in 70 nad 2000 m.
Vegetacija v gorah vključuje obdelovalne površine do približno 1000 m, gozdove do 1700 m, nad tem pa ležijo visoki pašniki, ki obsegajo približno 550 km². Šar planina je največje strnjeno območje, pokrito s pašniki na evropski celini. Pasma psov šarplaninec prihaja s tega območja.
Zasneženi vrhovi so upodobljeni na grbu mesta Skopje, ki je vključen v mestno zastavo.

## Šar planina na Kosovu
Šar planina se nahaja na jugu in jugovzhodu Kosova, kjer je obsega 43,12 % območja. Številna alpska in ledeniška gorska jezera najdemo na kosovskem delu pogorja, zlasti južno od vasi Dragaš, območja Šutmana in regije severno od Vraca. Smučišče Brezovica je severovzhodno od gora z višino od 900 m do 2524 m nadmorske višine.
Pogorje na Kosovu je razdeljeno na tri glavna območja: območje Ljuboten in Brezovica, osrednje območje Prizrena in območje Opoja in Gora.
Gore segajo do Kosovske nižine na severovzhodu in doline Dukagjini na severozahodu. Kosovo je sestavljeno iz najbolj vzhodnega konca in najbolj severnega dela gorskega grebena.
Vrh Ljuboten in gora Skopska Crna Gora ustvarjata sotesko Kačanik. Šar planino od planine Nerodimke ločuje dolina Sirinić. Narodni park Šar planina se nahaja na Kosovu. Vasice in mesta v bližini gore so:
- Prizren največje mesto v vznožju gore.
- Kačanik
- Dragaš
- Brezovica
- Štrpce

Jezera v kosovskem delu so:
- Big Jažinačko
- Malo Jažinačko
- Šutmansko
- Dolnje Defsko
- Štrbačko
- Črni Vir
- Donji Vir
- Blateško
- Gornje Defsko
- Dinivodno

Na Šar planini je skupaj 70 ledeniških jezer.

## Zgodovina
Ostanki kompleksa Široko se nahajajo v bližini Mušutišta. Kompleks izvira iz obdobja med 10. in 7. stoletjem pred našim štetjem, ima pa tudi srednjeveške ostanke. V rimskem obdobju je bila gora tromeja med provincami Dalmacija, Mezija in Makedonija. Starodavna cesta je prečkala Scardus od leta 169 pr. n. št. Cesta se je kasneje imenovala Velji ('Velika') ali Prizrenska cesta. Zgrajena je bila Lisinska cesta. Ostanki trdnjave na hribu Kradište pri Prizrenu so iz 2. do 6. stoletja in pričajo o spremembi civilizacij v tej regiji: začelo se je v predrimskem obdobju, nato postalo rimsko mesto in kasneje bizantinsko. Kraj Ravna Gora, datiran pred 6. stoletjem, je kraj kjer so Slovani kasneje upepeljevali svoje mrtve. Ohranjen je tudi srednjeveški vojaški kompleks trdnjave Petrič, ki ga sestavljata dve trdnjavi, Mali Petrič in Veliki Petrič. Ostanki trdnjave Višegrad, starejšega dela prizrenske trdnjave, se nahajajo v soteski reke Bistrice. Ko je kralj Štefan Milutin daroval zemljišča cerkvi Marije Ljeviške, je podaril tudi utrdbo Višegrad, ki je služila kot obrambna postojanka Prizrena. Cesar Štefan Dušan je pozneje utrdbo razširil do reke in zgradil svojo obdaritev, samostan Svetih nadangelov.
Na pobočjih gore je 45 srbskih pravoslavnih samostanov iz 12. do 16. stoletja. 32 samostanov je bilo poškodovanih ali porušenih med Natovim bombardiranjem Srbije leta 1999 in v poznejših letih. Cerkev Marijinega vnebovzetja v vasi Gotovuša v Sirinićki Župi je bila zgrajena v 16. stoletju. Kasneje je bila uničena in obnovljena v drugi polovici 19. stoletja. Med deli na cerkvenem dvorišču v 2010-ih so odkrili talni mozaik iz mnogo starejše cerkve iz bizantinskega obdobja.

## Narodni park

### Zgodovina
Narodni park Šar planina je na ozemlju Kosova in obsega 534,69 km2 na severnih pobočjih pogorja ter gore Ošljak in Jezerce. Narodni park je bil razglašen leta 1986 v začasnih mejah 390,00 km²  in odprt leta 1995. Končne meje parka so bile leta 2012 razširjene na 534,69 km².

### Opis
Park zavzema severozahodne odseke glavnega masiva gore, vključno z najvišjim vrhom Bistro, ki se razprostira na odsekih Prevalac, Ošljak, Ostrovica in Kodža Balkan. Park zajema več različnih tipov topografskega reliefa: ledeniški (krnice, morene in ledeniška jezera), periglacialni (snežne krnice, zdrsni bloki, tip tundra mozaik v nanosih mulja), kras in fluvialni procesi. Obstajajo številne reke, izviri, potoki, barja in jezera.

### Rastlinstvo
Skupno je 1800 rastlinskih vrst. Na gori živi 175 strogo zaščitenih rastlinskih vrst, 247 balkanskih endemitov in 18 rastlin, ki jih najdemo le na Šar Planini. Park vključuje endemični reliktni balkanski bor (Pinus peuce) in muniko (Pinus heldreichii), pa tudi planinski bor (Pinus mugo) in klimastoplodni šipek (Rosa pendulina). Med druge trajnice spadajo rman kralja Aleksandra (Achillea alexandri-regis), Nikolićeva silena (Heliosperma nikolicii), Bornmuellera dieckii, nagelj Dianthus scardicus Wettst., Doerflerjev cinquefoils in makedonski travniški žafran (Colhicumum macedonic). Ena izmed reliktnih vrst je  Ramonda nathaliae. V zadnji ledeni dobi je izumrla v večini Evrope, danes pa raste kot endemična vrsta v več soteskah na Kosovem, Severni Makedoniji in Grčiji. Izbrana je bila za srbski simbol za Dan premirja.

### Živalstvo
Kraj Rusenica na gori je na prvem nivoju zaščite kot strogi rezervat narave že od leta 1955. Je eden redkih habitatov balkanskega risa (Lynx lynx balcanicus), največje evropske mačke. Ocenjuje se, da na celotnem Balkanu ni več kot 100 osebkov. Na gori živijo močvirska sklednica (Emys orbicularis) in grška kornjača (Testudo hermanni), le dve evropski vrsti sladkovodnih želv. Obstaja 147 vrst metuljev (brez moljev), 45 dvoživk in plazilcev ter 37 vrst sesalcev. Med drugimi živalmi so medved, gams, volk, srne, divje svinje in druge vrste, vključno  številne vrste ptic. Narodni park vsebuje 720 gamsov, regija Opoja in Gora pa 600 gamsov. Narodni park upravlja Ministrstvo za okolje in prostor (MOP) Kosova.